# Pilkington
 (janvier 2019).
Pour les articles homonymes, voir Pilkington.

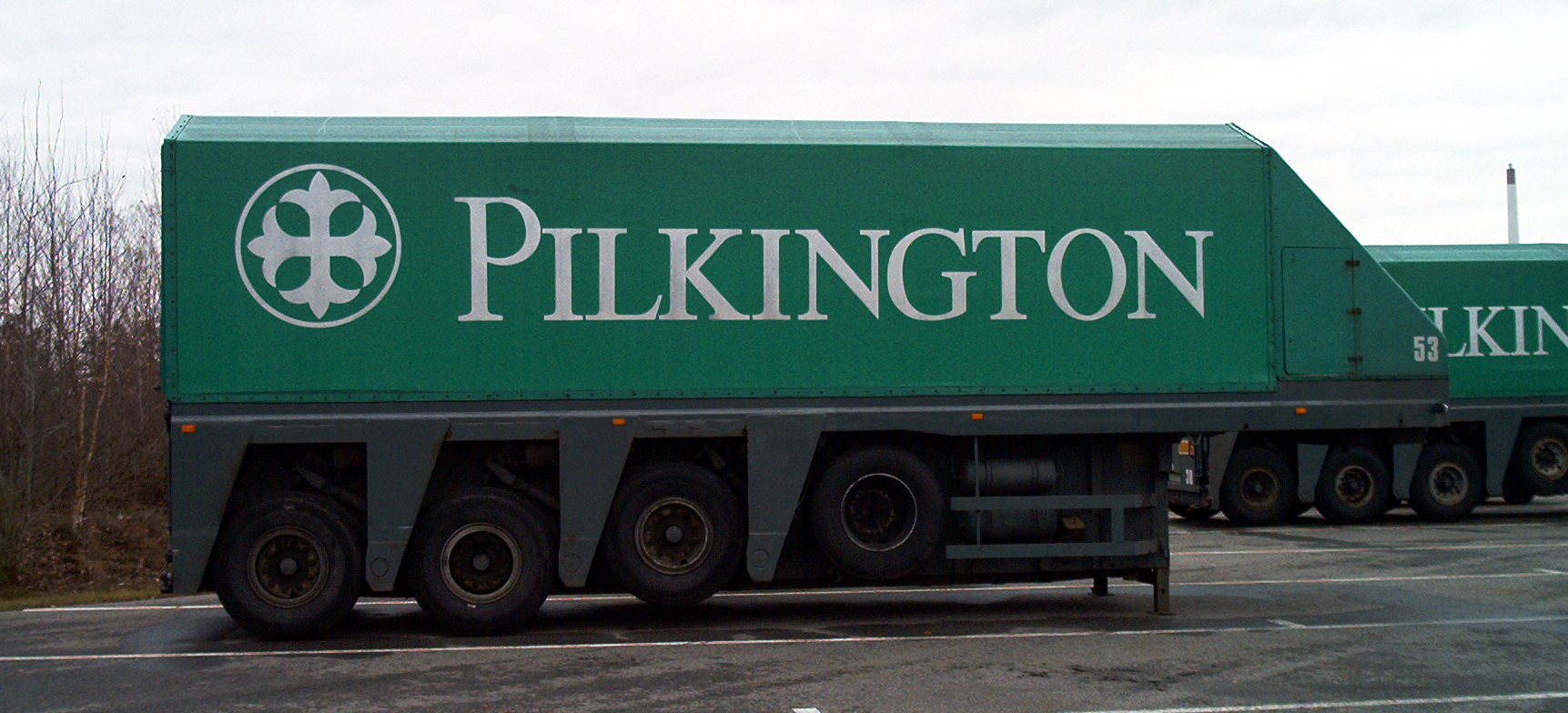
Un camion spécialement habillé à l'image de l'entreprise pour le transport des vitres

Pilkington est une entreprise britannique de vitrerie-miroiterie - verre, vitraux et survitrage.
Elle est membre de l'association européenne des équipementiers automobiles, le CLEPA.

## Histoire
L'entreprise, fondée en 1826, est basée à St Helens, dans le Merseyside.
La compagnie a le monopole en Grande-Bretagne et a longtemps été le plus important concurrent du français Saint-Gobain au niveau mondial.
Avant d'être rachetée en 2006 par Nippon Sheet Glass, elle faisait partie du London Stock Exchange.